# Лавренов, Пантелей Захарович
Пантелей Захарович Лавренов (1914—1961) — советский художник.

## Биография
Во время Великой Отечественной войны проходил службу в частях Военно-Морского флота, база Краснознаменного ордена Ушакова бригады подводных лодок Северного флота, которая входила в состав действующей армии с 22 июня 1941 г. по 9 мая 1945 г. Приказом командующего Северным флотом Лавренов был награждён медалью «За боевые заслуги». В 1958 г. награждён Исполнительным Комитетом Ленинградского Городского Совета Депутатов Трудящихся Медалью «В память 250-летия Ленинграда».
В 1950 г. окончил институт им. И. Е. Репина Академии Художеств СССР. С 1951 г. является членом секции графики Ленинградского Союза Советских Художников. Создал рисунки на тему пейзажи Дона, являлся участником ряда выставок:
- Всесоюзная Художественная Выставка 1950—1951гг
- Выставка произведений Ленинградских Художников 1951
- Весенняя выставка Ленинградских Художников 1953
- Весенняя выставка Ленинградских Художников 1954
- Выставка произведений Ленинградских Художников 1954
- Выставка произведений Ленинградских Графиков 1955
- Выставка произведений Ленинградских Графиков 1956 и много-много других выставок

Многие произведения художника приобретены Государственной Закупочной Комиссией. Последние годы жил в посёлке Прибытково со своей семьей — женой Лавреновой Валентиной Николаевной и дочерью Надеждой. За время жизни Пантелей Захарович Лавренов создал более 200 полотен.
Скончался в 1961 году после продолжительной болезни. Похоронен на кладбище посёлка Мельница Ленинградской области.